# 前橋市立荒子小学校
前橋市立荒子小学校（まえばししりつ あらこしょうがっこう）は、群馬県前橋市にある公立小学校。

## 所在地
群馬県前橋市荒子町1240

## 学区
- 下大屋町[1]
- 泉沢町
- 富田町の一部
- 荒口町
- 荒子町
- 鶴が谷町

## 学校周辺
- 前橋市立荒砥中学校
- 前橋総合運動公園
- 鶴が谷町公園

## 著名な出身者
- あらゐけいいち（漫画家）